# 오조르스크 (첼랴빈스크주)
오조르스크(러시아어: Озёрск)는 첼랴빈스크주의 도시이다. 냉전 당시 소련의 핵무기 프로그램에 의해 만들어진 플루토늄을 생산하던 마야크 재처리 공장으로 인해서 설립되었으며, 이로 인해서 폐쇄된 도시가 되었다. 예전에는 첼랴빈스크-40 혹은 첼랴빈스크-65로 불렸으나, 1994년 오르조스크란 이름이 붙게 되었다.
1957년 키시팀 사고가 일어난 곳이나, 그 당시엔 폐쇄된 도시였으므로 근처의 알려진 도시 이름을 땄다. 인구는 8만 7200명 (2002년 기준)이다.